# 이즈미타이이쿠칸역
이즈미타이이쿠칸역(일본어: 泉体育館駅, いずみたいいくかんえき 이즈미타이이쿠칸에키[*])은 일본 도쿄도 다치카와시에 있는 다마 도시 모노레일 다마 도시 모노레일 선의 역이다.
당초에는, 지명을 딴 니노미역으로 계획 및 건설되었지만 부근에 다치카와 시립 이즈미 시민 체육관이 있는 것에서 지금의 역명이 되었다.

## 역 구조
대향식 승강장 2면 2선의 고가역이다.

### 승강장
| 1 | 다마 도시 모노레일 선 | 다마가와조스이・가미키타다이 방면          |
| 2 | 다마 도시 모노레일 선 | 다치카와키타・다카하타후도・다마 센터 방면 |

## 역 주변
- 다치카와 시 이즈미 시민 체육관
- 도쿄 도립 스나가와 고등학교
- 다치카와 시립 제6중학교
- TOTO 다치카와 쇼 룸
- 세레모아 쓰쿠바
- 이나게야

## 역사
- 1998년 11월 27일: 영업 개시.

## 사진

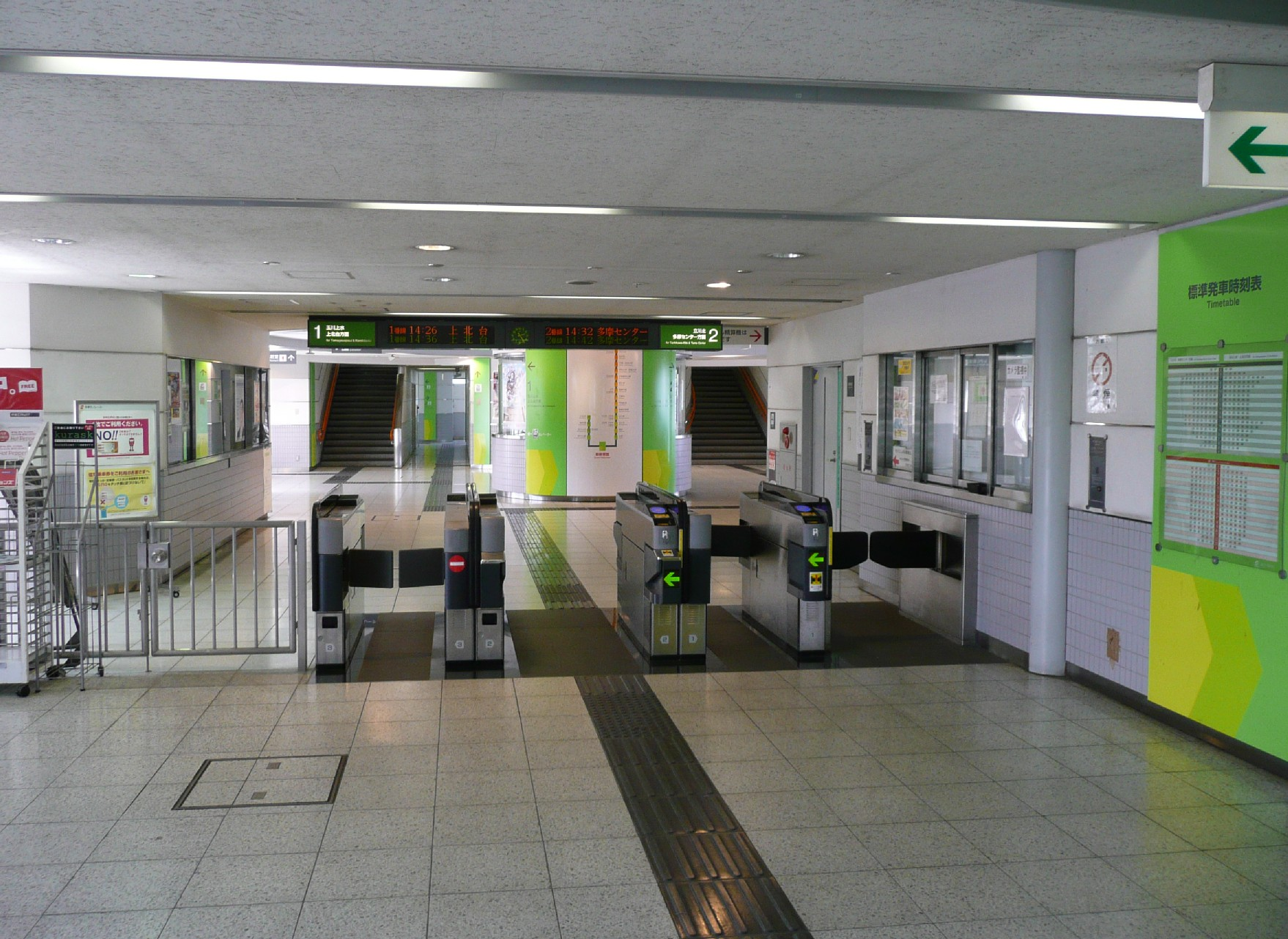
개찰구

## 인접역
| 다마 도시 모노레일 다마 도시 모노레일 선 | 다마 도시 모노레일 다마 도시 모노레일 선 | 다마 도시 모노레일 다마 도시 모노레일 선 |
| ---------------------------------------- | ---------------------------------------- | ---------------------------------------- |
| 스나가와나나반 가미키타다이 방면         |                                          | 다치히 다마 센터 방면                    |